# カルメ群

カルメ群の主要メンバーの軌道要素とサイズ比を示した図。横軸は木星からの平均距離、縦軸が軌道傾斜角、円の大きさがサイズ比を表している。

上の図の描画範囲を広くした図。カルメ群の衛星の軌道要素が狭い範囲に集まっているのが分かる。

カルメ群（カルメぐん、英語：Carme group）は木星の衛星のグループである。木星の自転方向とは逆向きに公転する逆行衛星であり、木星の不規則衛星に分類される。カルメと類似した軌道要素を持っており、共通の起源を持つと考えられている。
国際天文学連合の天体への命名に関するワーキンググループでは、ドイツの文献学者 Jürgen Blunck による提言に従い、順行軌道にある木星の衛星名は a で終わる名称、逆行軌道の衛星は e で終わる名称を付けるという方針を取っている。カルメ群の衛星は全て逆行軌道であるため、命名されているこのグループの衛星名は全て e で終わる。

## カルメ群の衛星
カルメ群に属していると考えられる衛星は以下の通りである。
- カルメ (グループ最大の衛星、これに因んでグループ名が付けられた)
- タイゲテ
- エウケラデ
- S/2003 J 5 (Eirene)
- カルデネ
- イソノエ
- カリュケ
- エリノメ
- アイトネ
- カレ
- パシテー
- ヘルセ
- S/2003 J 19
- アルケ
- カリコレ
- S/2011 J 1
- S/2017 J 5
- S/2017 J 8
- S/2017 J 2
- S/2010 J 1
- S/2016 J 3

その他、カルメ群に属していると考えられるが、詳細な軌道要素がはっきりしておらず未確定なものとして、S/2003 J 9とS/2003 J 10がある。

## 特徴と起源

木星の主要な不規則衛星の軌道要素を示した図。半径方向の軸は木星からの距離、円周方向は軌道傾斜角を表している。黄色の線分は衛星の近木点距離と遠木点距離を結んだものであり、軌道離心率の大きさに対応している。円の大きさは衛星のサイズ比を表している。カルメ群の衛星は図の中央やや下に固まっている。

カルメ群の衛星の軌道要素は、軌道長半径が平均2340万4000 km、軌道傾斜角が 165° 前後に集まっている。軌道離心率は0.2〜0.3程度の範囲にある。グループ名の由来でもあるカルメが最大の衛星で、全体の質量のほとんどが集中している。
カルメ群の衛星は、木星の重力にとらわれた小惑星が衝突によって破壊された破片であると考えられている。これは、カルメ群の主要なメンバーの平均軌道要素の分布が非常に狭い範囲に集まっているという事実に基づいている。この分布の特徴は、母天体の衝突破壊の際に発生した破片の速度が 5〜50 m/s と小さい場合に説明可能であり、カルメ群の衛星は一回の衝突破壊イベントで発生した破片から成っていると推測されている。これはアナンケ群でも見られる特徴である。
カルメ群に属する衛星の総体積から母天体のサイズを推定する研究も行われており、これによると破壊される前の母天体の半径はカルメとほぼ同じの 23 km と推測され、母天体の質量の 99% がカルメとして残ったと考えられている。このことから、母天体は衝突によって大きく破壊されたわけではないことが示唆される。
また、母天体の捕獲と破壊が惑星形成の初期の木星周囲にまだガスが存在する時期に発生した場合、破片に働くガス摩擦の大きさは破片のサイズによって変化するため、衛星のサイズと木星からの距離に相関が発生する。しかしそのような特徴は観測されていないため、木星形成後に時間が経ち周囲のガスが散逸した後に、母天体となる小惑星の捕獲と破壊が発生したと推測されている。
カルメ群が同じ起源を持つことを支持する別の証拠として、カルメ群の主要なメンバーの色が似ていることが挙げられる。マゼラン望遠鏡や北欧光学望遠鏡を用いた観測では、カルメとタイゲテは淡い赤色を示すことが分かっている。また、カルメのスペクトルはD型小惑星と類似していることも分かっている。これらの特徴から、カルメ群の母天体は木星に捕獲されたD型小惑星であり、おそらくはヒルダ群か木星のトロヤ群に起源を持つだろうという説がある。
ただしカリュケのみはD型小惑星に分類するには赤すぎる表面を持ち、どちらかと言うとケンタウルス族や太陽系外縁天体に近い特徴を持つ。そのため、カルメ群を形成する衝突にはケンタウルス族や太陽系外縁天体に起源を持つ天体が関与しているか、あるいはいくつかの不規則衛星は著しい表面進化を経験したのだろうと推測する科学者もいる。